# Glyphosate
Le glyphosate (N-(phosphonométhyl)glycine, C3H8NO5P) est un herbicide total foliaire systémique, c’est-à-dire non sélectif, absorbé par les feuilles et à action généralisée. Exclusivement produit par Monsanto à partir de 1974 (sous la marque Roundup), il l'est aussi par d'autres firmes depuis que son brevet est entré dans le domaine public (en 2000). À la fois efficace contre les monocotylédones et dicotylédones, c'est le désherbant le plus vendu au monde ; pulvérisé chaque année sur des millions d'hectares, il a vu son utilisation augmenter considérablement dans le monde en 40 ans  (environ 720 000 tonnes mises sur le marché en 2012). Il nécessite des adjuvants (dont tensioactif) car seul, il n'adhère pas aux feuilles et les pénètre difficilement.
Le glyphosate est classé depuis le 20 mars 2015 comme « probablement cancérogène » par le Centre international de recherche sur le cancer (CIRC),,, agence de l'OMS qui précise que ce classement est une évaluation du niveau de preuves du danger engendré par l'exposition aux produits à base de glyphosate ; l'estimation du risque pour une population exposée au glyphosate n'est pas de son ressort.
En mai 2016, le panel permanent d'experts commun entre l'Organisation des Nations unies pour l'alimentation et l'agriculture (FAO) et de l'Organisation mondiale de la santé (OMS/WHO) a estimé qu'il est improbable que le glyphosate soit cancérigène par voie alimentaire. Des appréciations similaires ont été rendues par l'Autorité européenne de sécurité des aliments (AESA/EFSA), précisant l'absence de risque de génotoxicité, ainsi que par les différentes agences nationales récemment chargées d'évaluer le risque sanitaire du glyphosate par voie alimentaire ou dans le cadre d'une exposition professionnelle,.

## Propriétés chimiques
Le glyphosate est une molécule de synthèse, découverte dans les années 1950 par le chimiste suisse Henri Martin (de),.
C'est un acide organique faible, analogue structurel d'un acide aminé naturel, la glycine, doté d'un groupement phosphonate (son nom est la contraction de glycine, phospho- et -ate) ; de cette structure, il présente quatre pKa (<2 ; 2,6 ; 5,6 ; 10,6). Avec sa structure zwitterionique, il est aussi amphotère, très soluble dans l'eau et très polaire (logP < −3,2), une somme de caractéristiques qui a longtemps, dans certains contextes (hospitalier notamment, en cas de suspicion d'empoisonnement par exemple), rendu son analyse chimique difficile, longue et coûteuse.
Le glyphosate est aujourd’hui connu du grand public et du monde agricole comme herbicide total (brevet déposé par Monsanto en 1974) ; mais il avait d'abord été breveté 10 ans plus tôt, en 1964 par Toy et Uhing comme chélateur, agent mouillant, composé biologiquement actif et intermédiaire chimique pour la production d'acides aminométhylènephosphiniques dérivés. Sa propriété chimique de chélateur pourrait expliquer certains de ses effets sur l'environnement. Il a d'ailleurs été utilisé pour supprimer des dépôts minéraux dans les tuyauteries avant d'être un pesticide. Parce que chélateur d'oligoéléments minéraux et de métaux, il s'adsorbe facilement dans les sols (plus ou moins selon le pH), ce qui le rend théoriquement assez peu mobile dans le sol.
C'est enfin un antibiotique puissant (brevet déposé par Monsanto en 2010),. Il n'a cependant jamais reçu d'autorisation de mise sur le marché (AMM) pour cette dernière utilisation.
Pour accroître sa solubilité et permettre son passage dans la sève de la plante, les industriels le préparent souvent sous forme de sel d’isopropylamine (C6H17N2O5P, Roundup). Des additifs (tensioactifs, tels que le polyoxyéthylène amine) lui sont ajoutés pour le fixer sur les plantes,. La toxicité de ce tensioactif a conduit au retrait en France en 2016 de tous les produits à base de glyphosate en contenant.

## Mécanisme d'action de l'herbicide
Le mécanisme d'action de cet herbicide est une inhibition de l'enzyme 5-énolpyruvylshikimate-3-phosphate synthase (ou EPSPS), une enzyme de la voie de biosynthèse des acides aminés aromatiques dans les plantes.
Historiquement, et selon la littérature, depuis que les semenciers (qui sont aussi producteurs de désherbant) cherchent à produire des semences et plantes résistantes au glyphosate, ils auraient trouvé au moins trois voies pour atteindre ce but chez des végétaux cultivés, normalement vulnérables à cette molécule herbicide.
1. Les premiers travaux ont été axés sur l'adaptation progressive (par simple sélection) des cellules végétales cultivées à une exposition lentement croissante au glyphosate. Les cellules ainsi obtenues étaient devenues résistantes au glyphosate, par exemple en raison de la surexpression du gène EPSPS, de l'amplification de ce gène (EPSPS), ou d'une plus grande stabilité enzymatique[28].
2. D'autres travaux ont recherché à créer une résistance en transformant les plantes concernées avec des gènes permettant de dégrader et métaboliser le glyphosate sans dommages pour la plante :
  - une enzyme dite « GOX » (pour glyphosate oxydoréductase) a été trouvée chez un micro-organisme du sol. Elle casse la liaison azote-carbone du glyphosate en produisant de l'acide aminométhylphosphonique,
  - un autre gène dit « GAT » (pour glyphosate N-acétyl-transférase) s'est montré capable d'acétyler et désactive le glyphosate[28],
3. un troisième mécanisme (celui qui a été utilisé pour mettre sur le marché diverses plantes transgéniques résistantes au glyphosate) a consisté à insérer par transgenèse un gène codant une forme d'enzyme EPSPS[28] plus résistante au glyphosate.

Plusieurs chercheurs ou équipes ont utilisé la mutagenèse dirigée, ou des substitutions d'acides aminés de l'EPSPS, mais la forme de l'enzyme EPSPS la plus résistante au glyphosate à ce jour serait celle qui a été isolée à partir de la souche CP4 d'Agrobacterium spp.
L'observation d'apparition dans les champs de « mauvaises herbes » devenues résistantes au glyphosate laissent penser que d'autres mécanismes physiologiques de résistance au glyphosate sont possibles. Un liseron des champs assez résistant présente une production élevée de l'enzyme 3-désoxy-d-arbino-heptulosonate 7-phosphate synthase, la première enzyme de la voie shikimique, ce qui suggère que le flux de carbone accru par la voie shikimique peut offrir une résistance au glyphosate.
Une autre adventice (Gaillet gratteron ou Galium aparine ; goosegrass pour les anglophones) se montre capable de réduire la translocation du glyphosate à partir de la surface foliaire traitée.
La voie la plus efficace semble être l'enzyme EPSPS, impliquée dans la voie métabolique de l'acide shikimique, laquelle est nécessaire pour la synthèse des acides aminés aromatiques tels que la phénylalanine, la tyrosine et le tryptophane ; ces acides aminés participent à la synthèse des vitamines et de beaucoup de métabolites secondaires, comme les molécules hormonales d'intérêt sur le développement de la plante telles que les folates, l'ubiquinone et des naphtoquinones. La biosynthèse d'acides aminés par l'enzyme EPSPS est absente chez les animaux, si bien que cette voie n'a pas a priori d'effet sur eux.

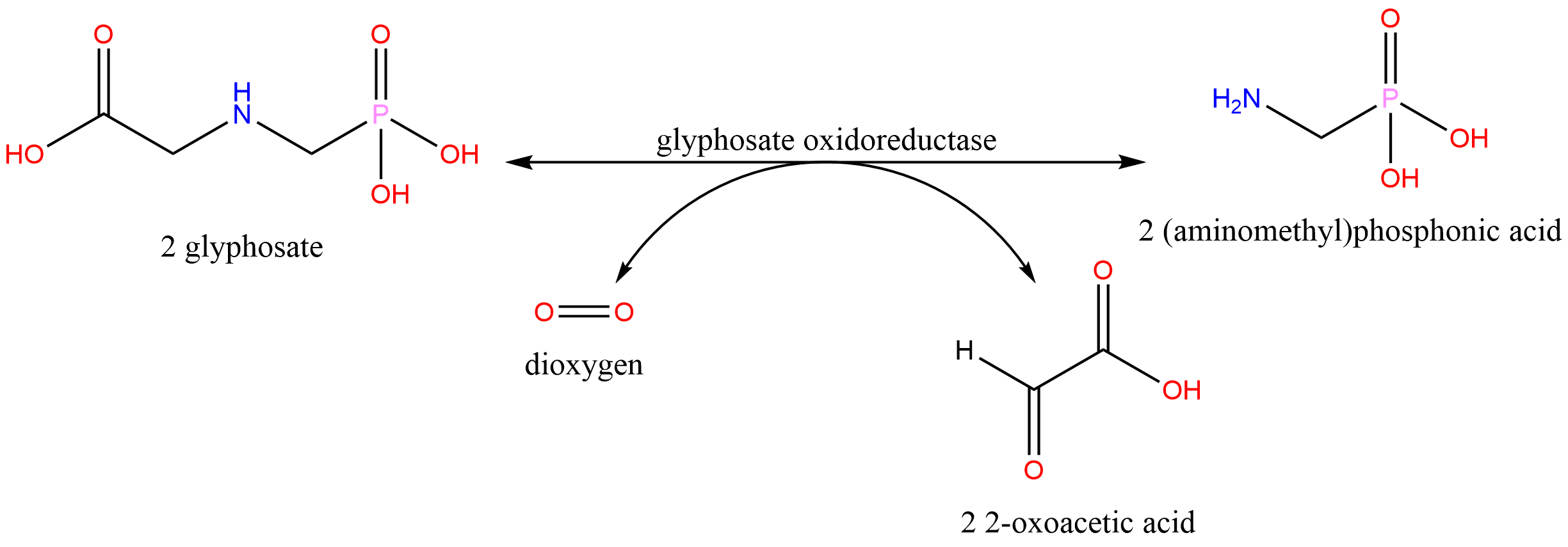
Métabolisation du glyphosate et formation d'acide aminométhylphosphonique.

## Utilisation agronomique

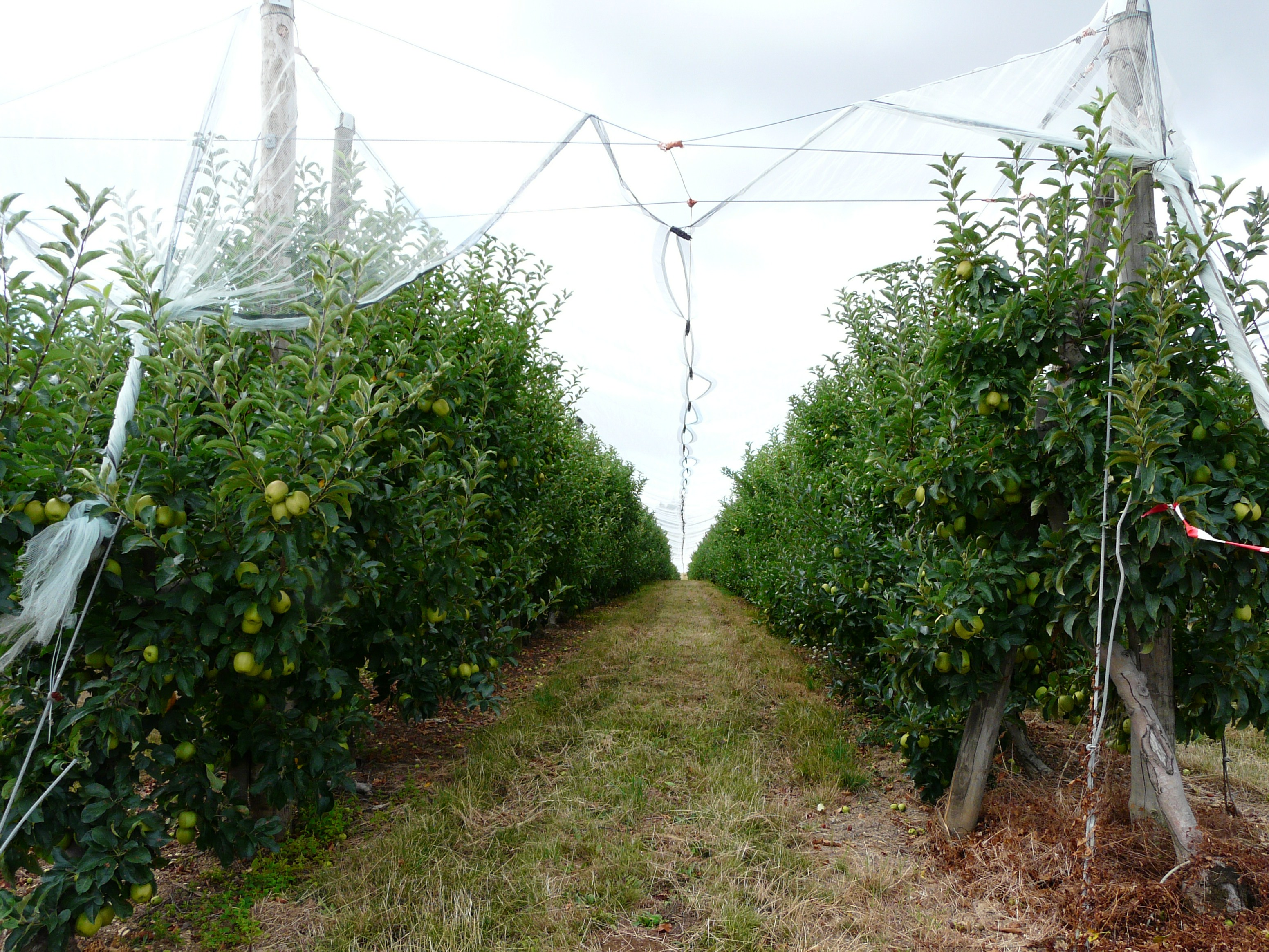
Le glyphosate est utilisé comme alternative au désherbage manuel, mécanique ou thermique, et parfois au fauchage ou au paillage.
Ici : flore spontanée détruite dans cette monoculture de pomme du Limousin.

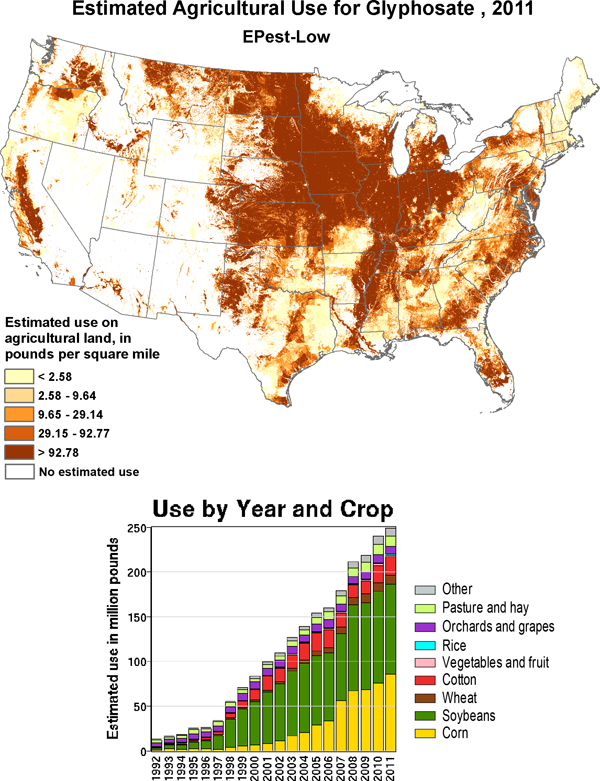
Localisation et augmentation de l'utilisation du glyphosate aux Etats-Unis de à 2011 pour les usages suivants :
Autres ; Pâturages et foin ; Vergers et Vigne ; Riz ; Fruits & Légumes ; Blé ; Coton ; Soja ; Maïs.
(estimation USGS).

### Herbicide, pour détruire les adventices
Le glyphosate est l'herbicide le plus utilisé dans le monde. En France, environ 8 000 t/an de matière active ont été utilisées en 2016. Son succès repose sur un coût faible, une bonne efficacité et une très grande souplesse d'utilisation. Il est largement utilisé pour du désherbage agricole mais aussi pour l'entretien des espaces urbains et industriels. En agriculture, le glyphosate permet une destruction efficace des adventices ou des repousses avec un coût réduit, y compris en « agriculture de conservation » pour désherber sans retourner la terre.

### Herbicide aussi utilisé comme dessicant (juste avant la récolte)
Le glyphosate est de plus en plus utilisé en pré-récolte en Europe, dans les régions agronomiques tardives, sur de nombreuses cultures (blé, tournesol, colza, orge d'hiver, betterave sucrière) pour accélérer la maturité et détruire les adventices présentes dans la culture. Ceci vise à avancer la date de récolte. En général, le délai du traitement avant récolte à respecter est de 7 jours.
En France, certains produits phytosanitaires à base de glyphosate sont homologués pour traiter un blé mûr (destruction de chardon) et le récolter entre 7 et 14 jours après.
Au Canada, cette méthode de dessiccation au glyphosate est pratiquée sur les lentilles, le canola, le blé, le lin, le pois, le haricot sec, le soja, l'orge, l'avoine et les cultures fourragères (destinées à l'alimentation animale).
Ces traitements sur cultures proches de la maturité expliquent en partie pourquoi on retrouve le glyphosate dans l'alimentation,,,,,. Par exemple, en 2012, la LMR du glyphosate dans les lentilles (dans l'Union européenne) a été multipliée par 100 en passant de 0,1 à 10 mg/kg. À la demande de Monsanto, l'Autorité européenne de sécurité des aliments (AESA) a augmenté la LMR afin de prendre en compte l'utilisation autorisée du glyphosate sur les lentilles (pré-récolte) aux États-Unis et au Canada (cette pratique n'est pas autorisée en Europe). Selon la Commission : « la LMR a été modifiée compte tenu des informations sur une utilisation spécifique » (la dessiccation) « qui n'avait pas encore été évaluée ». Cette augmentation de la LMR permet l'exportation de lentilles du Canada et des États-Unis vers l'Europe.
Une étude réalisée en 2015 et 2016 par l'Agence canadienne d'inspection des aliments a montré que 47 % des échantillons de haricots, pois et lentilles contenaient du glyphosate. La LMR canadienne du glyphosate et de l'acide aminométhylphosphonique (AMPA) pris ensemble est de 4 mg/kg dans les lentilles sèches, alors que la LMR européenne du glyphosate seul est de 10 mg/kg pour ce produit.
Le glyphosate, par son mode d'action systémique, peut, s'il est appliqué trop tôt en pré-récolte, s'accumuler dans le grain et entraîner un dépassement de la LMR.
Aux États-Unis, l'utilisation trop précoce du glyphosate (une partie des graines étant encore trop humides) ou trop tardive (délais avant récolte non respectés) sur les haricots secs peut entraîner une teneur en résidus illégale conduisant les acheteurs à rejeter les importations.
La dessiccation avant récolte des céréales blé et orge, s'est fortement développée en Angleterre. En 2008, l'agence de l'alimentation anglaise a mené une campagne d'information auprès des agriculteurs visant à limiter cette pratique en raison d'une présence récurrente de traces de glyphosate dans le pain.
En 2016, deux études ont montré la présence de glyphosate dans certaines bières suisses et allemandes. Une bière allemande contenait trois cents fois la dose autorisée dans l'eau potable. Il provenait vraisemblablement du malt d'orge ou du houblon. Une étude en Suisse a testé l'impact de la dessiccation au glyphosate du blé et de l'orge brassicole (pratique interdite en Suisse) : les blés traités en pré-récolte et la farine qui en est issue contiennent des quantités non négligeables de glyphosate (49 à 280 µg/kg). Lors de cette expérimentation, l'orge traité avant récolte contenait trois cents fois plus de glyphosate que l'orge témoin et le malt d'orge cinquante fois plus que le seuil de quantification non atteint par le témoin.
Fin 2017, le syndicat agricole français Coordination rurale réclame la suppression de son usage pour la dessiccation dans l'Union européenne et la baisse de la LMR du glyphosate dans les produits agricoles avec un retour à 0,1 mg/kg (LMR actuelle glyphosate de 0,1 à 20 mg/kg).

### Autres usages
Selon Rivoira et al. (2022), bien que le glyphosate soit généralement utilisé en projection sur les feuilles, son absorption par les racines a été clairement mesurée, et il a été rapporté des utilisations à des fins fongicides par application sur les sols.

### Efficacité et résistances

Croissance du nombre de plantes dont des souches sont devenues résistantes au glyphosate.

Le glyphosate s'est d'abord montré extrêmement efficace, puis des souches d'adventices résistantes sont peu à peu apparues. Les cultures d'OGM tolérants au glyphosate, surtout développées aux États-Unis à la fin des années 1990, ont contribué à une augmentation de l'usage du glyphosate dans les parcelles OGM (93 % des surfaces en soja aux États-Unis en 2006). En 2007, sept adventices avaient produit des souches résistantes à ce pesticide, dont Ambrosia trifida (l'ambroisie trifide ou grande herbe à poux) trouvée dans l'Ohio et l'Indiana, qui est une plante qui s'installe facilement dans le soja, occasionnant jusqu'à 70 % de diminution de rendement. En France, l'INRA de Dijon confirmait en 2007 un premier cas de résistance au glyphosate d'une espèce végétale : l'ivraie raide (Lolium rigidum).
Sur le terrain, de nombreux agriculteurs connaissent ce phénomène depuis plusieurs décennies et le gèrent par des rotations de culture ou en alternant les molécules herbicides qu'ils utilisent. L'utilisation exclusive de glyphosate générant une sélection des adventices de plus en plus tolérantes à cet herbicide au fil des générations. L'utilisation répétée d'une seule molécule phytosanitaire sans diversifier les méthodes d'actions entraine toujours tôt ou tard une certaine résistance de la part du nuisible (insecte, champignon ou bien mauvaise herbe) vis-à-vis de cette molécule[source insuffisante].
Certains craignent aussi que, par hybridation, des crucifères sauvages acquièrent le transgène de résistance au glyphosate et ne puissent plus être désherbées dans les champs ou bords de route par les désherbants totaux basés sur le glyphosate.
Un phénomène d'hormèse a été identifié par une étude qui a utilisé le haricot cultivé comme modèle : à faible dose, le glyphosate dope la croissance du haricot au lieu de le tuer.

### Faibles coûts d'achat et de stockage
L'une des raisons du succès mondial (déserbant le plus utilisé au monde depuis les années 1970, avec par exemple plus de 800 000 t vendues en 2014), des pesticides à base de glyphosate est son bas coût d'achat et de stockage, notamment depuis que son brevet est tombé dans le domaine public en 2000.
Mais ce coût varie néanmoins significativement selon le pays, le fournisseur, la concurrence, et bien sûr selon la concentration et la formulation du produit (dans les années 1980, certains adjuvants ont fortement multiplié son efficacité comme désherbant : par exemple multipliée par 6,5 en bas volume avec l'Ethokem), voire selon la spéculation.
À titre d'exemple :
- États-Unis : en 2016, son prix moyen au litre était de 3,38 $ US par litre (d'après une étude de l’Université de l’Illinois), prix qui avait baissé de 39 % par rapport à 2014, probablement à la suite de la mise sur le marché de génériques du Roundup et à la suite d'une baisse de la demande[54] ;
- Europe : en 2018, ce prix était de 2,64 € par litre, selon l’Association européenne des producteurs d’herbicides (ECPA), soit 9 % de plus que l'année précédente (2017), en raison de la hausse des coûts de production et de la réduction de l’offre[55] ;
- France : en 2019, ce prix était de 3,50 € par litre (enquête auprès de 1 500 agriculteurs), soit une hausse de 17 % en un an (par rapport à 2018), en raison notamment de spéculations sur une possible interdiction qui a encouragé certains à faire des stocks. En 2018, il s'en était vendu 9 723 tonnes en France.

Les coûts environnementaux et sanitaires, directs ou indirects, de l’usage du glyphosate sont quant à eux encore discutés[réf. nécessaire].

## Autres utilisations

### Lutte contre la drogue
Le glyphosate est notamment utilisé par le gouvernement colombien, aidé par le gouvernement des États-Unis dans son Plan Colombie pour détruire les champs de coca produisant de la drogue qui finance des actions de groupes rebelles.
L'Équateur voisin craint aussi des conséquences sanitaires et écologiques des pulvérisations colombiennes de glyphosate près de ses frontières, dans le Putumayo. Le refus colombien d'abandonner ces pulvérisations aériennes a provoqué en 2006-2007 une crise diplomatique entre les deux pays.
En mai 2015, le Conseil national des stupéfiants de la Colombie a ordonné la suspension des épandages de glyphosate pour détruire les plantations illégales de coca, à la suite de l'avis du CIRC/IARC classant l'herbicide comme « probablement cancérogène », et à la demande de la Cour constitutionnelle de la Colombie, qui cite le principe de précaution. Pour mettre en œuvre cette décision, l'Agence nationale des permis environnementaux doit se prononcer immédiatement et annuler le permis accordé au programme de pulvérisation,,,. Devant la hausse de la culture de coca, les épandages ont repris en 2018 et le glyphosate est réautorisé depuis 2020.

### Cultures transgéniques
L'augmentation massive de l'utilisation du glyphosate à travers le monde est très liée à la mise sur le marché de plantes génétiquement modifiées résistantes au glyphosate.
Certaines plantes ont été modifiées génétiquement par transgénèse pour résister au glyphosate. Le principe de cette résistance est d'utiliser une version mutée du gène du maïs codant la 5-enol pyruvylshikimate-3-phosphate synthase, enzyme normalement affectée par le glyphosate. La version mutante du gène code une version différente de l'enzyme, appelée 2mEPSPS, dont le fonctionnement est beaucoup moins inhibé par le glyphosate. Il existe plusieurs variétés de plantes cultivées transgéniques résistantes au glyphosate comme le soja et le coton. Il existe aussi d'autres résistances que celle sus citée.
La culture majoritaire d'OGM résistant au glyphosate a entraîné des résistances chez 261 espèces de plantes, dans 71 pays, ce qui nécessite d'utiliser plus d'herbicides.
Selon le gouvernement du Québec, les cultures tolérantes à un herbicide permettraient de réduire l'utilisation d'herbicides car elles nécessitent moins de traitement, néanmoins les résistances pourraient entraîner une augmentation de l'utilisation d'herbicides.

### Agriculture de conservation comme le non labour
L'usage du glyphosate a permis une adoption plus rapide de techniques d'agriculture de conservation comme le non labour. Le non-travail du sol et le fait de laisser les résidus de la culture précédente au sol limite les effets négatifs du glyphosate (un pesticide est d'autant plus vite dégradé qu'il est exposé au soleil et à un milieu riche en micro-organismes) et permet d'améliorer le taux de matière organique du sol.

## Évaluations environnementales et sanitaires
Pour autoriser ou refuser la mise sur le marché d’une molécule, les autorités sanitaires se fondent sur un dossier fourni par les demandeurs, des rapports établis par d'autres agences comme le CIRC, ainsi, en théorie, que toutes les études disponibles sur le sujet.
Alors que l'utilisation du glyphosate a encore fortement augmenté (depuis le milieu des années 1990 et à nouveau dans les années 2000), les données scientifiques utilisées pour les évaluations des risques sanitaires et environnementaux datent encore d'une trentaine d'années. Ainsi, lors de la ré-homologation des produits à base de glyphosate, faite en 1993 par l'EPA, près de 73 % des presque 300 citations utilisées pour cette « mise à jour » avaient été publiées avant 1985 ; et parmi elles, 11 seulement avaient fait l'objet d'une évaluation par des pairs.
Plus récemment (2016) une recherche faite sur PubMed a révélé plus de 1 500 études sur le glyphosate publiées rien que durant la dernière décennie.
En 2017, des experts jugent « incongru que les évaluations de la sécurité de l'herbicide le plus largement utilisé sur la planète fassent largement appel à moins de 300 études non publiées et/ou non revues par des pairs, tout en excluant la vaste littérature moderne sur les effets du glyphosate. »
De plus, Monsanto est soupçonné d'avoir directement manipulé l'information pour influencer les agences d'évaluations : En 2017, le journal Le Monde a publié une série d'articles montrant que l'entreprise Monsanto avait rémunéré des scientifiques pour produire, sous leur nom, des études écrites partiellement par des employés de l'entreprise. Ces révélations se fondent sur des documents obtenus en marge d'un procès en cours aux États-Unis, documents que les journalistes ont nommés « Monsanto Papers ». Il s'agissait pour l'essentiel d'études en rapport avec le glyphosate. Les journalistes dénoncent une manœuvre menée dans le but d'influencer favorablement les agences d'évaluation,. Face à la mise en cause de ses sources, l'Autorité européenne de sécurité des aliments répond que les articles en question sont des synthèses d'études qui sont elles-mêmes prises en compte dans l'expertise de l'agence. Par ailleurs, dans le cas des deux articles sur lesquels elle s'est appuyée, elle ne se prononce pas sur le fait qu'ils aient pu être écrits directement par Monsanto mais observe que l'absence de neutralité était claire à la lecture des déclarations d'intérêts et des remerciements, qui faisaient état explicitement d'un financement par le Glyphosate Task Force, un consortium d'entreprises œuvrant pour le renouvellement de l'autorisation du glyphosate par l'Union européenne.
Désherbant largement utilisé par l'agriculture mondiale, le glyphosate est soupçonné de provoquer des cancers. En 2023, il y a une possibilité de renouvellement pour dix ans de l'autorisation d'utilisation du glyphosate dans l'Union européenne. La Commission propose d'assortir l'autorisation de « mesures d'atténuation des risques » aux alentours des zones pulvérisées, avec des « bandes tampons » de cinq à dix mètres, des équipements permettant de réduire « les dérives de pulvérisation », ainsi que l'interdiction de l'utilisation pour la dessiccation (l'épandage pour sécher les cultures avant la récolte)

## Écotoxicologie
Le glyphosate, principal herbicide utilisé dans le monde, exerce une écotoxicité notable sur divers organismes et écosystèmes. Bien que son mécanisme d’action, basé sur l'inhibition de l'enzyme EPSPS (5-énolpyruvylshikimate-3-phosphate synthase), cible principalement les plantes, il affecte également les champignons, les bactéries et d'autres organismes non cibles.
Malgré son efficacité agronomique, le glyphosate présente des risques écotoxicologiques significatifs à court et long terme, affectant la biodiversité, les sols et les écosystèmes aquatiques. Pour certains chercheurs, ces impacts témoignent de protocoles d'autorisation des pesticides qui ne prennent pas suffisamment en compte la diversité des expositions,,,.
Il ressort d'une méta-analyse sur plus d'une centaine d'études scientifiques que la toxicité du glyphosate pour les animaux n'est pas moindre que celle des produits à base de glyphosate, qui incluent des co-formulants.

### Contamination des milieux
Jusque dans les années 2000, la mobilité et cinétique environnementale du glyphosate est restée mal connue et l'est encore incomplètement. Cette information devenait importante car cette molécule est l'herbicide le plus utilisé, et son utilisation a été fortement accrue dans les zones de cultures de plantes transgéniques rendues tolérante au glyphosate et parce que d'autres herbicides étaient trouvés dans l'air et les pluies, sources potentielles d'exposition pour l'homme et les travailleurs agricoles (ou forestiers) en particulier.

#### Persistance / Dégradation
« La plupart des processus biologiques et d'oxydation peuvent détruire les molécules de glyphosate, conduisant alors à des sous-produits (les principaux étant l' acide aminométhylphosphonique (AMPA pour Aminomethylphosphonic acid, « son sous-produit le plus toxique et persistant ») et la Sarcosine) qui peuvent être ou non affectés par ces processus ».

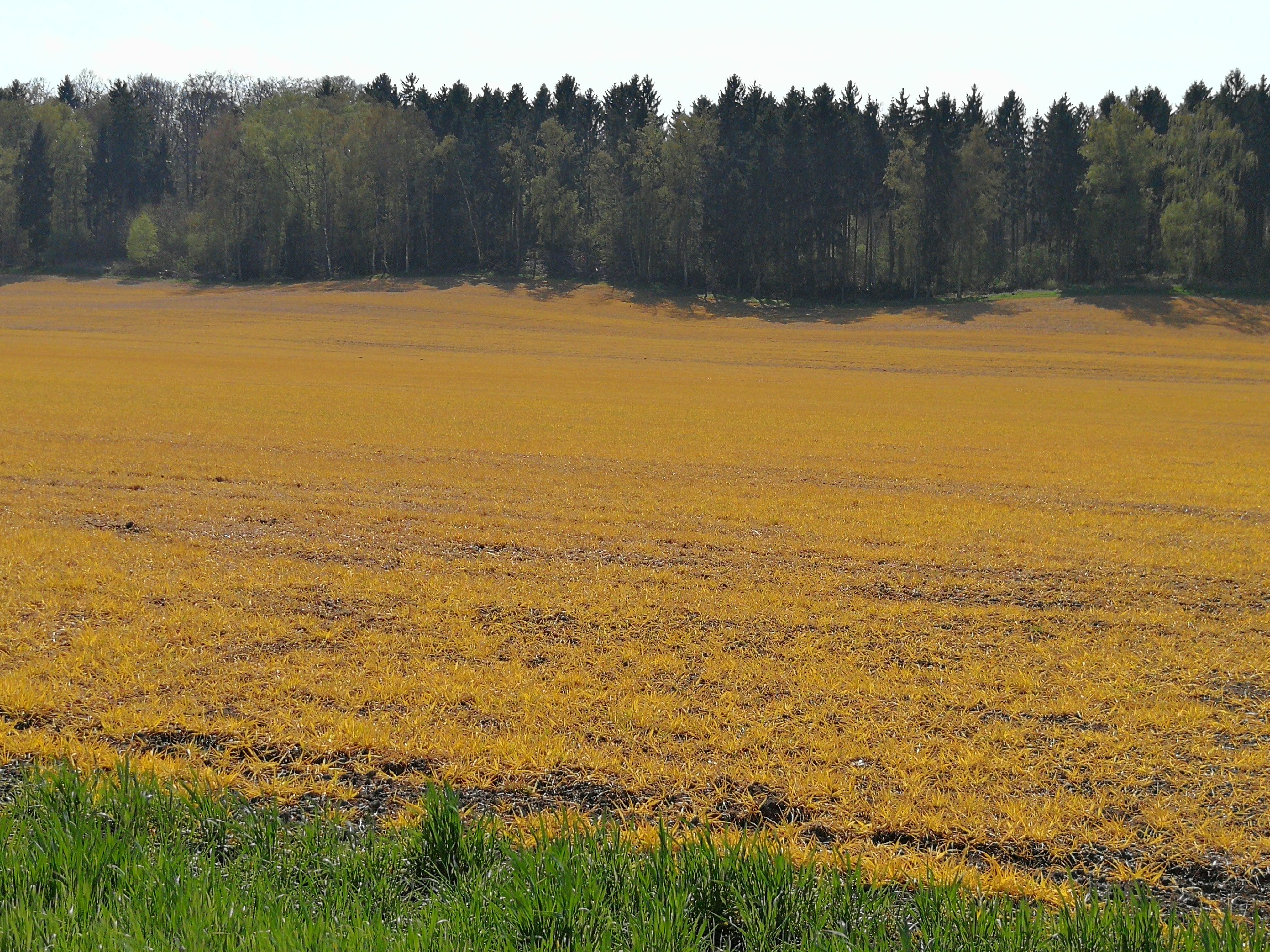
Après épandage le glyphosage se dégrade en acide aminométhylphosphonique (ou AMPA) et sarcosine et, si utilisé sur des OGM RR (résistants au Roundup), en glyoxylate,; Il est toujours utilisé avec des additifs (surfactants…) dont la dégradation varie selon le contexte, édaphique notamment.

Lorsque le glyphosate est utilisé sur des plantes génétiquement modifiées pour y être résistantes, ces plantes le dégradent fortement en AMPA et glyoxylate. Sur ces cultures, les résidus du glyphosate sont négligeables, tandis que ceux de l'AMPA peuvent être très élevés.
La vitesse de dégradation environnementale du glyphosate dépend du type de sol et de sa composition microbienne. Il peut persister, ainsi que l'AMPA, plus d'un an dans les sols à forte teneur en argile mais est beaucoup plus rapidement lessivé dans les sols sableux.
Dans l'eau, le glyphosate et l'AMPA peuvent également se déposer dans les sédiments où la dégradation est beaucoup plus lente. En raison de son utilisation généralisée on retrouve maintenant couramment du glyphosate ou de l'AMPA dans la pluie, diverses sources d'eau et de nombreux sédiments.
En 2015, Monsanto est condamné en France pour publicité mensongère, ayant présenté le Roundup, premier désherbant au monde, comme biodégradable. Principale matière active du Round Up, le glyphosate a été classé en 1991 « dangereux pour l'environnement », notamment aquatique, par les autorités européennes.
Diverses méthodes de décontamination des eaux contenant du glyphosate ont été mises au point (et comparées par une revue d'études en 2020) pour traiter le glyphosate présent dans l'eau ; il peut être adsorbé (sur charbon activé), mais il n'est alors pas détruit.
Une biodégradation seule ou une oxydation seule ne sont « généralement pas suffisamment efficace pour atteindre les normes requises », mais il est possible de combiner ces deux procédés. Une méthode de dopage de la photodégradation dans l'eau a été proposée en 2023, ainsi qu'une méthode d'électrominéralisation catalysée par un film nanostructuré d'oxyde de plomb, à température ambiante et avec un très faible besoin en électricité (l'oxyde retenu est le « β-PbO2 pur, avec nanostructures d'aiguilles cubiques », susceptible de provenir d'une valorisation de déchets toxique de métaux lourds).
Pour limiter la pollution par dispersion de l’air et l’exposition des travailleurs au glyphosate, il a été récemment (2022) proposé (comme pour quelques autres pesticides) d'encapsuler le glyphosate dans des supports de type bille creuse d'agile ou silice afin de permettre une libération plus ponctuelle et prolongée. Les auteurs n'ont pas étudié d'éventuels risques pour l'écologie des sols (vie bactérienne notamment) et pour la résistance aux pesticides.

#### Détection de présence
Les analyses permettant de doser par les moyens habituels le glyphosate dans les milieux naturels ou les organismes ont longtemps été difficiles, longues et coûteuses,,.
En outre, son caractère zwitterionique empêche de le rechercher lors d'analyses multi-résidus de surveillance de l'environnement.
Enfin, « fortement retenu par le sol et par conséquent peu lessivé, le glyphosate non absorbé par les plantes est dégradé par les microorganismes. Il s'agit donc d'un herbicide non rémanent ». Ceci explique que, bien qu'il soit l'un des pesticides les plus utilisés dans le monde entier, les données sur la présence de glyphosate dans les milieux (eau, air, sol) restent en 2017 « encore rares ».
Cependant, des méthodes nouvelles semblent émerger, notamment avec un test coloré de test de dépistage rapide du glyphosate dans l'urine ou le sérum sanguin ou dans des boissons ou échantillons de sol ; sans faux positif et avec une limite de détection de 100 µg/mL pour les échantillons biologiques et de 800 µg/mL pour les échantillons de boissons (selon sa présentation faite en 2018 dans la revue Forensic Toxicology).
Depuis que des progrès techniques ont amélioré la précision des analyses et en ont diminué les coûts, on prend conscience que, bien que dégradable, le glyphosate, comme de nombreux herbicides et insecticides (y compris interdits depuis des années) est très souvent présent dans l'air,, la pluie,, les eaux marines, de surface et de nappe et les sols,, la nourriture et les boissons, l'urine et le sang humains et même dans des échantillons de marijuana ou des médicaments.

#### Dans les sols
La quantification du glyphosate est rendue difficile par le fait qu'il est adsorbé sur les particules du sol, et alors difficile à extraire sans le dénaturer.
Il est utilisé, en forêt (pour préparer et dégager les plants), en milieu rural, pour le désherbage en vue de l’ensemencement de nombreuses cultures et comme défoliant ou dessicant pour certaines autres cultures (blé, orge, légumes, colza ou moutarde sauvage, lin, cultures fourragères), ou dans les jardins par les particuliers et souvent pour la culture sans labour (technique permettant cependant la réduction des doses employées en semant sous couvert par exemple).

#### Dans l'eau
Le glyphosate est soluble dans l'eau douce à raison de 12 g/L à 25 °C, mais il est aussi fortement adsorbé sur les particules du sol sec et alors peu mobilisable par l'eau.
Il était réputé peu mobile dans les sols et rapidement dégradable, et donc à faible risque de contamination des nappes, mais de nombreuses études montrent qu'il est pourtant de plus en plus présent dans les eaux de surface, voire souterraines et littorales. On a supposé qu'un usage intensif et mal contrôlé (dont en jardinage et désherbage de voirie) expliquerait sa présence dans de nombreux cours d'eau et nappes phréatiques, mais ceci n'est pas confirmé par les études qui révèlent une présence ubiquitaire. Une explication plus étayée est que dans certains contextes de pulvérisations, une partie importante du glyphosate dérive au vent dans l'atmosphère (avant d'atteindre sa cible) et se dépose plus loin (retombées sèches ou humides) ou qu'il est conservé sans se dégrader dans le sol quand ce dernier — au moment de la pulvérisation — est encore gorgé de l'eau de pluies récentes, selon qu'il pleut ou non après la pulvérisation. Dans le contexte édaphique d'une étude de 2018 de 0,06 à 1,0 % du glyphosate appliqué a été retrouvé dans l'eau lixiviant le sol ; cependant la teneur en glyphosate dans le lixiviat des sols ne dépendait pas des pluies tombées après l'épandage, « mais plutôt des conditions hydrologiques du sol au moment de la pulvérisation, reflétées par les précipitations cumulées des 7 jours précédent ; plus le sol était humide et engorgé au moment de la pulvérisation, plus il a ensuite libéré de glyphosate » (dans le contexte de cette étude, un cumul de 5 mm de pluie dans la semaine précédant l'épandage suffisait à fortement augmenter le relargage de glyphosate dans l'eau), selon les auteurs. « Éviter la pulvérisation dans de telles conditions peut atténuer le relargage potentiel de glyphosate », mais l'air ne doit pas être trop sec non plus au moment de la pulvérisation.
On sait en outre depuis 1985 que le glyphosate est plus mobile et soluble dans les sols alcalins (ou riches en phosphates, un minéral indispensable aux plantes, présent en quantité dans les sols riches ou bien amendés).
Une étude a détecté des taux de 200 à 300 µg/L de glyphosate peu après une pulvérisation directe dans de l'eau stagnante. Ce taux n'a été réduit que de moitié après trois semaines environ. Le Roundup n'a jamais été autorisé dans l'UE pour désherber des mares et étangs de pêche en eau. La nature des bactéries présentes, la présence ou absence d'un biofilm important, la quantité d'ultraviolets, la température (saison) et le pH jouent probablement également un rôle dans la vitesse de dégradation du glyphosate dans l'eau.
En Suisse, du glyphosate est présent dans la grande majorité des ruisseaux de la région de Zurich à des taux médians de 0,11 à 0,20 μg/L (et de 2,1 à 2,6 μg/L pour le 95e centile). Les résidus trouvés dans les cours d'eau et les eaux usées traitées montrent que les utilisations non agricoles contribuent significativement aussi aux charges globales de glyphosate et d'AMPA dans les eaux de surface. L'AMPA a été trouvé dans deux aquifères karstiques, sur quatorze testés. Dans les eaux souterraines, son métabolite, l'AMPA, a été détecté à des concentrations supérieurs à 0,1 μg/l, exigence de la Loi fédérale sur la protection des eaux (LOEaux), dans deux stations de mesure lors de relevés effectués avant 2014, publiés dans un rapport du gouvernement en 2019. L'évolution de cette contamination n'a pas été documentée depuis.
Au ⁣⁣Québec⁣⁣, après pulvérisation en sylviculture, on n'en a pas trouvé (seuil de détection de 1,0 µg/L) dans huit cours d'eau protégés par une zone tampon de 30 m. On en a trouvé en revanche dans deux échantillons provenant de fossés (16,9 µg/L au max.). Des zones tampons de 3 m sont inefficaces entre les champs et cours d'eau. Dans les étangs ayant reçu une pulvérisation directe, le taux était de 2 800 µg/L dans l'eau juste après la pulvérisation, mais chutait à 288 µg/L 24 h plus tard. Des études ont porté sur son adsorption dans la zone insaturée d'un aquifère sédimentaire ou sur le continent, mais sa cinétique dans ces sédiments ou dans l'eau interstitielle des sédiments semble peu étudiée.
En 2005, du glyphosate ou ses produits de dégradation est (sont) retrouvé(s) dans certains sédiments marins.
En 2006, selon l'IFEN le glyphosate et l'AMPA étaient les substances les plus retrouvées dans les eaux en France, sans surprise car le glyphosate est l'herbicide le plus vendu en France ; par ailleurs, l’AMPA est aussi le résidu de dégradation d’autres substances présentes dans les formulations d'autres produits utilisés en milieux industriels ou domestiques,. La distinction de la source de l'AMPA dans les eaux de surface et la nappe phréatique ne peut pas être faite directement. Une étude suggère toutefois une contribution significative des détergents en Europe.

##### Protection de captages. Bandes enherbées ou boisées
Alors que la teneur des eaux en glyphosate continuait rapidement à croître dans le monde, de nombreuses législations (nord-américaines et européennes notamment) ont cherché à protéger les eaux superficielles des pesticides et engrais en imposant des bandes enherbées sur les berges proches des cultures ; ces bandes peuvent aussi être des ripisylves artificielles en Amérique du Nord. Elles sont alors généralement constituées de saules choisis pour leur croissance rapide et leur aptitude à épurer l'eau (et leur facilité de valorisation en bois énergie). Autour des captages, les épandages sont en outre interdits en périmètre rapproché.
En 2017, les zones-tampons végétalisées doivent au Québec mesurer au moins 3 mètres de largeur.
Leur efficacité sur le glyphosate n'avait pas été mesurée. Une étude récente l'a évaluée pour des bandes enherbées ou plantées de saules (Salix miyabeana) en matière d'atténuation du lessivage du glyphosate agricole (mais aussi de son principal produit de dégradation l'AMBA). Les bandes de saules ont été testées en faible et forte densité (avec 33 333 et 55 556 tiges par hectare) et dans deux contextes de trophie du sol (sol riche en matière organique comparé à un sol au contraire très minéral). L'eau de ruissellement et l'eau interstitielle ont été analysées (avec des lysimètres à 35 cm et 70 cm de profondeur). Alors que ces bandes ont montré par ailleurs des effets positifs pour d'autres polluants d'origine agricole (plus de 50 à 60 % des phosphates et nitrates), cette étude a montré qu'elles n'ont pas d'effets significatifs sur le glyphosate ni sur les transferts d'AMPA vers les cours d'eau (peut être parce que les racines de saules ou des végétaux spontanés restaurent et décolmatent les anciens sols agricoles labourés en y restaurant les transferts horizontaux et verticaux). Le glyphosate persiste dans et sous ces bandes végétalisées, et paradoxalement, elles ont même accéléré son transfert (et celui d'AMPA) vers les eaux souterraines. Dans le sol superficiel, le glyphosate y est moins présent côté berge, mais seulement avec une réduction de 27 à 54 %. La densité des tiges de saules n'a pas eu d'effet sur les transferts de glyphosate. Pour ce cas d'étude, après pulvérisation de l'herbicide de plein champ à base de glyphosate, ce dernier est retrouvé dans les 20 premiers centimètres du sol à une dose moyenne de 210 μg/kg de sol sec, allant de doses non détectables à 317 μg/kg de sol sec).

#### Circulation via les aérosols, l'air et la pluie
Sa faible pression de vapeur saturante (inférieure à 10−5 Pa à 25 °C) le rend peu soluble dans l'air. Mais il peut y être présent sous forme d'aérosol ou fixé sur des poussières issues de sol poudreux et sec traité. Dans certaines conditions il peut aussi y être pour partie dégradée par photodécomposition sous l'effet des ultraviolets solaires.
Le glyphosate a donc d'abord été considéré très peu volatil dans l'air. Son impact en termes de pollution atmosphérique et sa présence aérienne ont été longtemps supposés négligeables. Il ne concernait, pensait-on, que principalement et localement les aérosols provenant des dispositifs d'épandage. Les fiches de sécurité n'exigent d'ailleurs pas d'appareil de protection respiratoire, ce qui n'est pas le cas de tous les pesticides, y compris autorisés en agriculture biologique,.
En 2011, une étude s'est pour la première fois intéressée à la présence et au devenir du glyphosate et de son premier produit de dégradation (l'AMPA) dans l'atmosphère et dans la pluie en Amérique du Nord. Elle a révélé que ces deux molécules étaient bien présentes dans l'air (et par suite dans les pluies). Les chercheurs ont échantillonné de l'air et des pluies, hebdomadairement durant deux saisons (2007-2008) de croissance des végétaux dans des zones agricoles du Mississippi et de l'Iowa. Ils avaient aussi échantillonné des pluies dans l'Indiana (en 2004 et uniquement durant la saison de croissance des plantes) lors d'une phase préliminaire de l'étude. Leurs analyses ont montré une fréquence de détection du glyphosate variant de 60 à 100 % (à la fois dans l'air et à la pluie). Le taux de glyphosate dans l'air variait de moins de 0,01 à 9,1 ng/m3 dans l'air, mais de 0,1 à 2,5 μg/L dans la pluie. Dans l'air, la fréquence de détection et de concentrations médiane et maximale de ce produit (glyphosate) était comparable voire supérieure à celles des autres herbicides les plus utilisés dans le bassin du fleuve Mississippi, mais sa concentration dans l'eau de pluie était plus élevée que celle des autres herbicides (a priori en raison de sa forte solubilisation dans l'eau). Les auteurs ne disposaient pas du tonnage épandu (ni des quantités introduites dans l'air) dans les zones d'étude, mais ils ont estimé d'après leurs analyses que jusqu'à 0,7 % du tonnage appliqué sur les plantes est extrait de l'air via la pluie (avec des variations selon la pluviométrie). En moyenne 97 % du glyphosate dispersé dans l'air serait ainsi éliminé par une pluie hebdomadaire de 30 mm, par contre il est alors au moins en partie réintroduit dans les milieux aquatiques, cours d'eau et leurs sédiments (où des études antérieures l'avaient déjà retrouvé alors qu'il était supposé fixé et rapidement inactivé dans les sols et où il met plus de temps à se dégrader).

#### Effets sur les micro-organismes et les sols
Le glyphosate perturbe les communautés microbiennes dans les sols en modifiant la flore bactérienne et fongique, ce qui peut nuire aux organismes promoteurs de la croissance des plantes. 
Les effets du glyphosate sur les micro-organismes du sol sont contradictoires selon les études. Ces résultats divergents peuvent notamment s'expliquer par des variations météorologiques ou environnementales ainsi que par les méthodologies expérimentales.

### Bactéries et antibiorésistance
D'après une synthèse de plusieurs études sur le sujet publiée en 2018, l'utilisation de glyphosate induit une modification du microbiote à la fois dans le sol mais aussi chez les animaux. En particulier, il tend à favoriser des bactéries pathogènes telles que les salmonelles ou Clostridium ce qui conduit à des impacts importants pour la santé des plantes, des animaux et des humains. Ces effets indirects du glyphosate ne sont pas pris en compte par les agences réglementaires. La voie métabolique de l'acide shikimique, inhibée par le glyphosate, est importante pour les bactéries probiotiques qui sont une source importante de l'acide folique. Or l'effet génotoxique ou carcinogène d'une déficience en acide folique chez les humains est connu.
Le glyphosate favorise les résistances de bactéries aux antibiotiques.Des bactéries pathogènes, telles Escherichia coli ou Salmonella enterica sont plus résistantes au glyphosate en comparaison de bactéries commensales,.

### Impacts sur les écosystèmes aquatiques
Le glyphosate et l'AMPA sont fréquemment détectés dans les eaux de surface et souterraines, faisant du glyphosate le pesticide le plus présent dans les rivières européennes. L'AMPA peut avoir des effets sur les écosystèmes aquatiques équivalents voire plus importants que ceux du glyphosate seul. Les effets écotoxicologiques comprennent une mortalité accrue des amphibiens juvéniles exposés aux doses recommandées et une toxicité chronique et aiguë pour les poissons. Les plantes aquatiques, essentielles à la chaîne alimentaire, sont également affectées, entraînant des perturbations dans les écosystèmes aquatiques.

### Effets sur les invertébrés et les insectes
Une synthèse de la littérature académique de 2021, rassemblant 394 études sur les effets des pesticides sur les invertébrés vivant dans les sols, identifie que le glyphosate altère les populations d'invertébrés, notamment les vers de terre. Une synthèse de 2024, portant spécifiquement sur les effets du glyphosate sur les vers de terre, rassemblant 63 études scientifiques, identifie que dans des conditions d'expositions réelles, avec plusieurs applications par an, des effets sublétaux du glyphosate sur les vers de terre se manifestent, sans que leur survie semble affectée. 
Une autre synthèse, publiée en 2023, s'intéressant à l'écotoxicité du glyphosate, rassemble plusieurs centaines d'études, et identifie  que des insectes exposés conjointement au glyphosate et à un pathogène sont plus vulnérables que lorsqu'il n'y a pas d'exposition au glyphosate. 
Concernant les abeilles, une synthèse de 16 études publiée en 2021 sur la toxicité du glyphosate, conclut à une hausse de la mortalité pour les abeilles exposées au glyphosate, à des doses pertinentes environnementalement. Cette mortalité concerne aussi bien les abeilles mellifères que les abeilles sauvages, les larves que les adultes.
Le glyphosate peut également avoir des effets sublétaux à des faibles doses sur les abeilles, partir de 2 ng par abeille. Les abeilles, souvent exposées à de faibles concentrations, présentent également des altérations de leur microbiote intestinal (ce qui réduit leur immunité et leur résistance aux maladies ou pathogènes) de leur succès reproductif, de leur thermorégulation ou encore de leur capacité à butiner,,,.

### Impacts sur les plantes non cibles
Les effets indirects du glyphosate sur la végétation, notamment par la dérive lors de pulvérisations, réduisent la biodiversité. Par exemple, la disparition des asclépiades dans les champs de cultures OGM résistantes au glyphosate aux États-Unis a conduit au déclin massif des populations de papillons monarques, dont les larves se nourrissent de ces plantes.

## Toxicologie
Au-delà de certaines doses, la toxicité aiguë des produits à base de glyphosate est incontestable et elle semble pouvoir se transmettre au niveau cellulaire à la descendance, aux générations suivantes. Cela est démontré par les empoisonnements accidentels qui peuvent entraîner une acidose métabolique, une défaillance de multiples organes, et éventuellement la mort. À titre d'exemple, en France, les centres antipoisons ont enregistré de 2008 à 2014, 1362 cas d'ingestion de pesticide à base de glyphosate, dont 429 avec symptômes d'intoxication aiguë (dont 170 ingestions suicidaires, dont 5 ont conduit à la mort du patient). La sévérité (estimée selon le poisoning Severity Score ou PSS) était élevée pour 25 de ces cas.
Le degré de toxicité du glyphosate seul est débattu depuis le milieu des années 1980, notamment pour sa toxicité chronique ou à faible dose. Or, il n'est que l'un des composants des désherbants mis sur le marché, et certains de ses additifs, surfactants notamment, sont eux-mêmes très toxiques et aggravent les symptômes : le POEA qui l'accompagne souvent étant réputé plus toxique que les autres surfactants et « possiblement à l'origine d'un risque accru de pneumopathie d'inhalation, voire d'œdème laryngé, à l'origine d'une gravité accrue des cas d'ingestion de pesticide à base de glyphosate »,,. 

### Études concernant les effets cancérigènes
De nombreuses études se sont penchées sur les mécanismes susceptibles d'entraîner une cancérogénicité du glyphosate (génotoxicité, mutagénicité, perturbation endocrinienne, perturbation du microbiote, etc.).
Une synthèse de la littérature datant de 2018 n'identifie pas de consensus scientifique sur le sujet de la cancérogénicité. Les auteurs estiment qu'il existe des éléments allant dans le sens d'une perturbation endocrinienne ou du microbiote mais appellent à plus de recherches.
En 2023, une synthèse de 175 études renforce les arguments sur des mécanismes biologiques justifiant le statut de « cancérogène probable » et la plausibilité d'une association à des cancers tels que le lymphome non hodgkinien.

#### Études de cohorte sur des populations agricoles
Une méta-analyse de 2019 trouve que les agriculteurs les plus exposés au glyphosate ont un risque accru de développer un lymphome non hodgkinien,.
Une autre méta-analyse, la même année, a comparé les utilisateurs de glyphosate avec les non-utilisateurs. Elle conclut aussi à un risque accru de certains types de lymphomes non hodgkiniens : les lymphomes diffus à grandes cellules B. Deux autres méta-analyses publiées en 2014 et 2016, la seconde étant financée par Monsanto, ont également trouvé un lien significatif entre l'exposition d'agriculteurs au glyphosate et le lymphome non hodgkinien,,.

#### Évaluation globale de la cancérogénicité
Des institutions scientifiques ou des agences réglementaires chargées de l'autorisation des pesticides ont évalué les preuves disponibles afin de déterminer si le glyphosate est susceptible de causer des cancers.
En 2013, une expertise collective de l'Inserm a évalué qu'il existait une « présomption moyenne » de lien entre l'exposition professionnelle au glyphosate et le développement de lymphomes non hodgkiniens. En 2015, le Centre international de recherche sur le cancer de l'OMS a classé le glyphosate comme « cancérogène probable ». À l'inverse, de nombreuses agences de sécurité sanitaire dans le monde continuent de le classer comme non cancérogène,,,,,,,,. 
En 2021, une expertise collective de l'INSERM sur les effets des pesticides sur la santé considère qu'il existe une présomption moyenne de lien entre l'exposition professionnelle au glyphosate et le développement de certains cancers. L'expertise identifie également un potentiel effet génotoxique, mais aucun effet mutagène.

### Avis d'organismes

#### Avis du Centre international de recherche sur le cancer (CIRC) de l'OMS
Le glyphosate est classé depuis le 20 mars 2015 comme « probablement cancérogène » pour l'humain (groupe 2A) par le Centre international de recherche sur le cancer (CIRC),,,,,, au même titre que diverses substances ou aliments. Cette agence de l'Organisation mondiale de la santé précise que ce classement est uniquement une estimation du danger, et que l'estimation du risque pour la population générale est du ressort des agences de sécurité sanitaire,. Le glyphosate a ainsi été classé comme pouvant endommager l'ADN. Ce classement est fondé sur des résultats d'études conduites in vitro et in vivo.
Le Centre international de recherche sur le cancer évalue que les preuves sont « limitées » concernant la cancérogénicité du glyphosate chez l'humain ; un lien avec les lymphomes non hodgkiniens a été trouvé par plusieurs études, sans qu'il soit possible de conclure à une causalité claire. Il estime également que les preuves sont « suffisantes » concernant la cancérogénicité chez les animaux. De plus il note qu'il existe des preuves importantes que le glyphosate possède deux caractéristiques d'un carcinogène, qui peuvent être opérantes chez l'humain : l'exposition au glyphosate ou aux produits à base de glyphosate est génotoxique et induit un stress oxydant.

##### Controverse sur les conditions d'élaboration de l'avis du CIRC
Selon Reuters, la comparaison d'un brouillon auquel ils ont eu accès et du rapport final du CIRC montre que plusieurs passages qui entraient en contradiction avec la conclusion finale ont été modifiés ou supprimés au cours du processus de délibération, puis de rédaction. L'agence de presse estime aussi que contrairement à d'autres agences d'évaluation, le CIRC documente très peu son processus d'analyse. Des données en faveur et en défaveur de l'hypothèse de la nature cancérigène du glyphosate, dont disposait Aaron Blair, qui présidait le comité d'évaluation du CIRC, n'ont pas été prises en compte car elles n'étaient pas publiées au moment de l'évaluation,. Des accusations de conflit d'intérêts ont par ailleurs été portées à l'encontre de Christopher Portier, toxicologue invité par le CIRC à assister à la réunion qui a conduit au classement du glyphosate comme probablement cancérigène. Ce chercheur a en effet signé un contrat avec une société juridique qui défendait des personnes atteintes de cancer, peu après le classement du CIRC ; il conseillait déjà cette société au moment de l'évaluation du CIRC, mais selon lui sur une affaire différente,. Le Monde estime que ces accusations s'intègrent dans le cadre d'une « campagne de dénigrement » contre ce chercheur. Un observateur de Monsanto, également invité à assister à la réunion, écrit dans un mémo daté de mars 2015 que « La réunion s'est déroulée en conformité avec les procédures du CIRC. Le Dr Kurt Straif, le directeur des monographies, a une connaissance intime des règles en vigueur et a insisté pour qu'elles soient respectées ». Le CIRC explique par ailleurs que le caractère possiblement non neutre du Dr Portier était connu par les membres du CIRC en raison de son engagement auprès d'une association luttant contre les pesticides, l'Environmental Defense Fund, si bien qu'il n'a pas pu « participer aux discussions ayant conduit à l'évaluation [du glyphosate] » et donc influencer la décision des experts. Les accusateurs de Portier affirment qu'il s'était engagé à cacher ses liens avec l'entreprise juridique, mais, selon Le Monde, « la réalité est tout autre ». Il n'était pas supposé divulguer le contenu de son travail, mais pouvait faire mention de ses liens avec l'entreprise, ce qu'il a fait à plusieurs reprises, dans un article signé avec d'autres scientifiques, dans une lettre adressée à la Commission européenne, et en préambule d'une audition auprès du Parlement européen. Le quotidien d'information économique Les Échos présente également Christopher Portier comme un « simple observateur » et accuse Monsanto de se livrer à « une véritable campagne de désinformation » depuis 1984 pour éviter que son produit soit classé comme cancérogène.
Depuis la classification du CIRC, Monsanto a dépensé 16 à 17 millions de dollars en relations publiques pour défendre le glyphosate, d'après un ancien responsable de la communication de la firme.
Le 1er novembre 2017 deux membres républicains du Comité sur la science, l'espace et la technologie de la Chambre des représentants des États-Unis, Lamar S. Smith (président du Comité) et Andy Biggs (membre du Comité et président du sous-comité à l'environnement,), adressent une lettre au directeur du Centre international de recherche sur le cancer (CIRC). Dans ce courrier ils remettent en cause l'intégrité scientifique de l'évaluation du glyphosate,. Parallèlement, le Comité envoie une lettre au département de la Santé et des Services sociaux des États-Unis pour savoir dans quelle mesure des membres de ce département sont impliqués dans le processus ayant conduit à la publication de la monographie du CIRC,.
Contrairement à ce qui se dit souvent, le CIRC s'est aussi basé sur des études faites par les fabricants dont un qui le considérait potentiellement cancérigène.

#### Avis du Groupe de travail commun sur les résidus des pesticides (JMPR) de l'Organisation mondiale de la santé (OMS) et de l'Organisation des Nations unies pour l'alimentation et l'agriculture (FAO)
Le Joint FAO/WHO Meeting on Pesticide Residues (JMPR) est un groupe d'experts internationaux administré conjointement par l'OMS/WHO et la FAO qui se réunit régulièrement depuis 1963 afin d'harmoniser l'évaluation des risques liés aux résidus des pesticides. Le glyphosate ou ses métabolites avaient déjà été évalués par le JMPR en 1986, 1997, 2004 et 2011. Dans son rapport de mai 2016, le JMPR s'est penché sur la génotoxicité, carcinogénicité, reprotoxicité et toxicité sur le développement, ainsi que sur les études épidémiologiques sur la survenue de cancers. Mais Le JMPR s'est concentré sur l'ingrédient actif. Concernant le risque de lymphome non hodgkinien (LNH), le journal souligne que l'étude Agricultural Health Study (AHS) publiée en 2004 constitue la seule étude prospective. Ce type d'étude est généralement moins biaisé que les études cas-témoins qui, elles, peuvent présenter des biais de rappel ou des biais de sélection. Le JMPR note qu'une méta-analyse associant l'AHS et plusieurs études cas-témoins trouve une augmentation significative du risque de LNH de 50 % chez les utilisateurs de glyphosate par rapport aux non-utilisateurs. Le JMPR indique qu'il existe des éléments entre exposition professionnelle au glyphosate et développement de LNH mais remarque que la seule étude prospective, de bonne qualité, ne trouve pas de tel lien.
Considérant l'absence de potentiel carcinogénique chez les rongeurs à des doses pertinentes pour l'homme, et l'absence de génotoxicité par la voie orale chez les mammifères, le JMPR a conclu qu'il est improbable que le glyphosate pose un problème de carcinogénicité par voie alimentaire chez les humains.

#### Avis des agences internationales, nationales et régionales de sécurité sanitaire ou alimentaire
La question de la toxicité du glyphosate et des produits composés avec le glyphosate tels que le Roundup est débattue depuis les années 1980. De nombreuses agences chargées d'évaluer les effets sanitaires et environnementaux de ces produits estimaient avant 2015 que le glyphosate ne posait pas de problème pour la santé humaine[réf. nécessaire]. Elles ont ensuite eu l'occasion de se positionner à la suite de la classification du CIRC :
- L'Agence européenne des produits chimiques ne le considère ni cancérogène, ni génotoxique, ni reprotoxique le 15 mars 2017[183]. Elle confirme cette évaluation dans un avis publié le 30 mai 2022[184],[185]. Elle renouvelle sa position en 2023, indiquant que « le glyphosate n’est pas dangereux au point de devoir être interdit » et empêcherait son renouvellement d'autorisation au sein de l'Union européenne[186].

- Le 12 novembre 2015, l'Autorité européenne de sécurité des aliments (AESA) a estimé qu'il était improbable que le glyphosate présente un danger cancérogène pour l'homme[187],[188],[189], mais cette évaluation n'a porté que sur le glyphosate seul, alors qu'il est toujours utilisé avec des additifs dont certains ont une toxicité reconnue[7].
- Le 9 février 2016, l'Agence nationale de sécurité sanitaire de l'alimentation, de l'environnement et du travail considère le niveau de preuve de cancérogénicité chez l'animal et génotoxicité relativement limité[190]. Elle considère qu'il est peu probable que le glyphosate ait un effet de perturbateur endocrinien.
- L'Office fédéral suisse de la sécurité alimentaire et des affaires vétérinaires et l'Office fédéral de l'agriculture observent le 30 juillet 2015 que « le CIRC ne disposait pas de nouvelles études reconnues au plan international pour sa décision de reclassifier le glyphosate comme carcinogène », et réitèrent qu'ils « considèrent que les résidus de glyphosate provenant de l'utilisation de ce produit comme produit phytosanitaire sont inoffensifs pour la population », dans l'attente de l'examen du rapport complet du CIRC[191],[150]. Le 4 octobre 2017, l'OFAG confirme cette position, s'appuyant notamment sur les conclusions de l'Autorité européenne de sécurité des aliments, de l'Agence européenne des produits chimiques et du comité joint FAO/OMS[151].
- Le rapport d’évaluation du glyphosate présenté le 2 avril 2015 par l'Institut fédéral allemand d'évaluation des risques allemand (BfR) ne montre pas de cancérogénicité, ni de propriété mutagène, ni de toxicité quant à la fertilité, la reproduction ou le développement fœtal[192].
- L'Office californien d'évaluation des risques pour la santé environnementale (en) (OEHHA) a inscrit en mars 2017 le glyphosate comme substance causant des cancers chez l'homme[193] à la suite du classement du CIRC, compte tenu d'une loi de l'État de Californie qui demande que les substances identifiées comme cancérigènes par le CIRC soient listées comme telles après une période de consultation publique[194].
- Santé Canada considère le glyphosate comme non génotoxique et peu probablement cancérogène le 13 avril 2015[195] et 28 avril 2017[196].
- L'Autorité australienne des pesticides et des médicaments à usage vétérinaire conclut que le glyphosate ne pose pas un risque cancérogène pour l'humain et qu'il n'y a pas de base scientifique pour reconsidérer le glyphosate et les produits qui en contiennent en septembre 2016[154].
- L'Autorité de protection environnementale néo-zélandaise considère qu'il est peu probable que le glyphosate soit cancérogène ou génotoxique chez l'humain[197] en août 2016. L'AESA renouvelle par ailleurs ses conclusions le 17 août 2017[198].
- En 2015, le Sri Lanka interdit l'importation de glyphosate. Cette décision s'appuie sur une étude publiée en 2014 par des scientifiques srilankais[199]. Cette étude établissait un lien entre une maladie des reins et la consommation d'eau dans des puits abandonnés ainsi qu'à la pulvérisation dans les rizières de glyphosate et autres pesticides sans protection[200]. L'Académie des sciences du Sri Lanka indique qu'il n'y a pas de preuve scientifique d'un lien entre le glyphosate et la maladies des reins[201]. En mai 2018, le gouvernement lève cette interdiction partiellement pour 36 mois, mais uniquement pour le thé et l'hévéa. Le bureau d'enregistrement des pesticides srilankais annule l'interdiction pour toutes les cultures le 15 juillet 2018[202] mais, n'en ayant pas le pouvoir, la décision n'est pas actée[203]. Les pertes économiques annuelles liées à l'interdiction du glyphosate sont estimées à quinze à vingt milliards de roupies[202].

#### Controverse sur les conditions d'élaboration de l'avis de l'AESA
L'AESA explique sa conclusion contraire à celle du CIRC par la prise en compte d'un certain nombre d'études non évaluées par ce dernier,. En effet, l'AESA, à la différence du CIRC, a pris en compte des études confidentielles réalisées par les industriels. Cela explique en partie les différences d'interprétation,. Ainsi, la décision de l'AESA est essentiellement basée sur les conclusions de l'entreprise qui le fabrique, Monsanto. C'est aussi le cas pour le CIRC qui a considéré 7 études dont 6 des fabricants et seule une étude d'un industriel émettait des soupçons sur la cancérogénité du glyphosate. En revanche l'AESA n'a pas pris en compte une étude académique montrant que le glyphosate était cancérigène chez des souris car celles-ci auraient été victimes d'une infection ayant causé leur cancer. Cette hypothèse n'est pas mentionnée dans l'étude mais a été suggérée lors d'une réunion, par une personne de l'agence américaine de protection de l'environnement, ayant des liens avec Monsanto. L'AESA a affirmé avoir vérifié les affirmations de cette personne, mais une ONG a fait une demande d'information qui n'a pas permis d'en retrouver trace. L'AESA indique par ailleurs dans un communiqué de presse en réponse à ces accusations que l'hypothèse avait été formulée bien avant cette réunion. L'Agence européenne des produits chimiques affirme qu'il n'y a pas lieu de suspecter une infection. Par ailleurs, des soupçons de conflit d'intérêts existent sur la décision de l'AESA car 82 % des experts ayant participé à l'évaluation ne sont pas connus nommément. À l'inverse, tous les experts du CIRC sont connus.
Des passages importants du rapport de l'AESA réévaluant le glyphosate ont été directement copiés mot pour mot du dossier soumis par Monsanto. Ces passages concernent principalement l'évaluation des études indépendantes portant sur le glyphosate. Si l'évaluation est négative, elle peut être écartée de l'analyse. Or la quasi-totalité des études montrant un effet délétère du glyphosate sont déclarées non fiables. Les quarante pages du chapitre sur la génotoxicité du glyphosate sont presque entièrement copiées du dossier de Monsanto. L'AESA affirme néanmoins qu'elle a évalué les études soumises par les industriels et les études indépendantes de manière indépendante.
Le rapport préliminaire européen (RAR, pour « Renewal Assessment Report ») rendu public en juin 2021 conclut que le glyphosate n'est ni cancérogène, ni mutagène, ni reprotoxique, ni perturbateur endocrinien, contrairement à l’expertise collective de l'Inserm. L'association Générations futures explique cette différence par l'exclusion par les experts européens de l'immense majorité de la littérature scientifique, jugée non fiable par le RAR, alors que les études fournies par les fabricants de pesticides sont évaluées plus favorablement.

#### Controverse sur les conditions d'élaboration de l'avis du Bundesinstitut für Risikobewerbung (BfR)
Début 2019, un rapport commandité par des députés européens et révélé en France par le journaliste spécialisé Stéphane Foucart affirme que le rapport du BfR, qui a principalement motivé la décision de l'Europe fin 2017 de renouveler pour cinq ans l'autorisation de l'herbicide, est très largement plagié de documents de la Glyphosate Task Force de Monsanto ; les auteurs du rapport expliquent ce qui distingue le copié-collé bénin du plagiat : selon eux une volonté délibérée de cacher l'origine des propos plagiés. Dans un document de questions/réponses en date du 14 janvier 2019, le BfR rejette l'ensemble des accusations qui lui ont été faites.

### Documents internes de l'entreprise Monsanto
Des documents déclassifiés par la justice américaine en mars 2017 montrent que, dès 1999, l'entreprise Monsanto « s'inquiétait sérieusement […] du potentiel mutagène du glyphosate », sans cependant modifier son discours officiel sur l'innocuité de la molécule. Au-delà des effets du glyphosate, Monsanto évite de faire des études sur les effets de la formulation finale (le Roundup par exemple). En 2003, l'entreprise reconnaissait en interne ne pas avoir fait de test de cancérogénicité sur son produit phare. En mars 2002, les autorités néerlandaises demandent à Monsanto de réaliser des tests de pénétration à travers la peau d'un produit à base de glyphosate. Monsanto la réalise mais décide de l'arrêter prématurément car les résultats risquaient de dépasser les seuils de l'autorité allemande.

### Programme de communication«Ne rien laisser passer»
Le Monde décrit le programme « Ne rien laisser passer » (en anglais, « Let nothing go »), mis en œuvre en Europe par la société de relations publiques américaines Fleishman-Hillard en mai 2015, peu après la classification du glyphosate comme cancérogène probable par le CIRC. Ce programme a pour objectif la publication dans la presse et sur les réseaux sociaux de contenus positifs sur le glyphosate. D'après Le Monde, Monsanto cherche à « organiser la confusion entre la défense de ses produits et la défense de l'esprit de la science », alors que l'un des toxicologues de Monsanto écrivait en 2001 : 

« les données produites par les scientifiques du monde académique ont toujours été une source d’inquiétude majeure pour la défense de nos produits. »

### Absorption

#### Dose létale médiane
La dose létale médiane (DL50) du glyphosate pur se situe à environ 1 % du poids corporel.

#### Absorption du glyphosate par les humains et autres mammifères
Les études sur des animaux de laboratoire ont montré que le glyphosate ingéré se retrouvait dans les urines pour 15 à 40 % de la dose ingérée. Quant à son premier sous-produit de dégradation (l'acide aminométhylphosphonique ou AMPA), il est absorbé à environ 20 % de la dose ingérée. En revanche, chez les êtres humains, le taux retrouvé dans les urines est très inférieur, autour de 1%,.
Une autre étude a montré chez des singes que l'absorption cutanée d'une préparation de glyphosate était faible (2 % après sept jours d'application locale). Mais le passage transcutané peut varier selon les espèces, les conditions (transpiration) et l'âge (chez l'humain, la peau des enfants est par exemple beaucoup plus perméable). Une dose ingérée (ou injectée par voie intrapéritonéale), unique ou répétée durant douze jours, est éliminée en grande partie via l'urine, essentiellement sous une forme non dégradée, bien que l'on trouve aussi de petites quantités d'AMPA. L'excrétion biliaire et la circulation entéro-hépatique sont quantitativement minimes après cent-vingt heures. Une dose unique de glyphosate était éliminée à 94 % dans les urines, chez les mâles et les femelles (0,1 % seulement d'une dose étant éliminée sous la forme de dioxyde de carbone marqué 22), en condition de laboratoire (animaux peu mobiles, non malades, non exposés aux aléas climatiques, etc.). L'ingestion quotidienne de glyphosate durant deux semaines se traduit par des concentrations tissulaires maximales au sixième jour d'administration. Les concentrations les plus fortes étant mesurées dans les reins (inférieures à 1 ppm), puis de manière décroissante dans la rate, les tissus adipeux, le foie, les ovaires, le cœur et les muscles, les résidus diminuant progressivement après que l'animal a cessé d'ingérer le produit, les concentrations rénales étant de 0,1 ppm après dix jours [réf. nécessaire].

### Effets

#### Effet sur le fœtus (tératogénicité, avortement)
Dans les années 2010 et sur le modèle animal l'exposition in utero au glyphosate (avec ou sans ses additifs) a été associée à des effets tératogènes (malformations congénitales) et à des pertes fœtales (chez des poulets, grenouilles et mammifères utilisés comme animaux de laboratoire,,). Ces études ont suggéré de possibles effets tératogènes (cœurs dilatés et anomalies viscérales), de toxicité fœtale (pertes post-implantation chez les rates, mortalité embryonnaires tardive du fœtus de lapin, à des doses relativement faibles comme 20 mg/kg et par jour dans l'alimentation) et de perturbation hormonale (de la signalisation de l'acide rétinoïque et de la biosynthèse des œstrogènes). Des lésions de l'ADN et cassures chromosomiques ont été signalées chez la souris (in vitro et in vivo) exposée à une formulation de glyphosate. Les études exposaient généralement les fœtus animaux à des doses plus élevées que celles qui concernent habituellement le fœtus humain.
Des perturbations enzymatiques ont aussi été suspectées ou mises en évidence sur des cultures de cellules humaines (perturbation du cytochrome P450, de la structure de l'ADN dans les cellules épithéliales et placentaires mammaires humaines,,).
En 2016-17, malgré ces indices, les éventuels effets sur la grossesse humaine et le développement fœtal humain n'avaient été que très peu étudiés. Une revue systématique (2016) n'a trouvé que 10 études ayant testé une éventuelle association entre des marqueurs indirects d'exposition au glyphosate et des effets adverses sur la grossesse, dont une seule avait mis en évidence un risque accru d'avortement spontané (lors des semaines 12 à 19) chez des femmes vivant dans des fermes de l'Ontario. Les marqueurs d'exposition étaient indirects, ou divers biais pouvaient entacher ces études.
Une étude récente (2018) a porté sur un panel de 71 femmes enceintes américaines (âge moyen : 29 ans) de la région du Midwest où, à cause des cultures de maïs et de soja (souvent transgéniques), des taux élevés de glyphosate sont retrouvés dans les fossés, cours d'eau et lacs,, et à dose plus faible jusque dans la nourriture, et l'eau du robinet. C'est la première étude basée sur les teneurs urinaires en glyphosate (qui reflètent l'exposition directe des femmes enceintes). L'étude n'a pas montré de corrélation entre les teneurs en glyphosate des urines pendant la grossesse et le poids de l'enfant à la naissance ou la circonférence de sa tête. En revanche les femmes dont l'urine contenait le plus de glyphosate avaient une durée de gestation plus courte. Les auteurs signalent que leur cohorte était régionale et principalement constituée de femmes blanches de type europoïde (caucasien), ce qui peut être source de biais de sélection. Ils jugent néanmoins qu'elle a fourni des preuves directes de l'exposition de mères au glyphosate, et concluent à une corrélation significative avec une durée de grossesse raccourcie. Ils encouragent des études plus poussées dans une cohorte plus importante en nombre, et plus diversifiée géographiquement et ethniquement.
Des scientifiques argentins ont évalué les effets d'une exposition au glyphosate sur le développement d'embryons de vertébrés (les embryons étaient incubés dans une solution diluée de glyphosate). Selon les résultats de leur étude, les embryons traités présentaient de sévères anomalies. Cette étude était motivée par l'observation d'une forte élévation du nombre de cancers et de malformations congénitales dans la région de Monte Maiz, en Argentine, à la suite de l'adoption de cultures OGM résistant au désherbant et à l'utilisation plus importante de celui-ci, notamment par épandage aérien. Cette étude a été critiquée par le département fédéral pour la protection des consommateurs et la sécurité alimentaire allemand (BVL).
Une autre étude a conclu à l'absence de « malformations dramatiques » à la suite de l'exposition d'amphibiens au glyphosate dans des conditions reproduisant une utilisation normale.

#### Effet sur la fertilité
En revanche, d'après une synthèse de huit études sur des rongeurs, le glyphosate est toxique sur le système reproducteur des mâles : il induit une diminution de la concentration en spermatozoïdes.

#### Effets neurologiques
Un syndrome parkinsonien semble possible à la suite d'une ingestion de quelques dizaines de millilitres.

#### Effets cardiaques
Chez les travailleurs dans les usines de production du glyphosate, il y a plus de maladies cardio-vasculaires chez les travailleurs exposés au glyphosate, mais le lien de cause à effet ne reste qu'une hypothèse. Des possibles effets cardiovasculaires ont aussi été signalés chez d'autres mammifères que l'Homme. Il semble aussi pouvoir induire une paralysie intestinale (de l'iléon).

## Réglementation
Sur le plan de la réglementation des produits phytopharmaceutiques :

### Union européenne
Cette substance active est inscrite à l'annexe I de la Directive 91/414/CEE du Conseil, du 15 juillet 1991, concernant la mise sur le marché des produits phytopharmaceutiques par la directive 2001/99/CE de l'Union européenne.
Son innocuité sanitaire ou environnementale est cependant mise en doute (surtout en raison des agents de surface ou additifs qui la rendent efficace), et l'Agence européenne des produits chimiques (ECHA) devrait approfondir son étude des effets sanitaires du glyphosate mais avec des conclusions qui ne devraient pas être publiées avant la fin de l'année 2017. Le renouvellement de l'autorisation de mise sur le marché par la Commission européenne (pour la période juillet 2016-2031) fait l'objet d'intenses discussions, avec en arrière-plan un désaccord entre l'AESA (dont l'étude a cependant exclu les additifs ou coformulants du pesticide mis sur le marché) et l'OMS quant au classement du glyphosate comme substance potentiellement cancérigène. Deux jours de réunion d'experts de la commission (chef d'unité Pesticides de la DG Santé) ou envoyés par les 28 États membres n'ont en 2016 pas suffi pour parvenir à un consensus sur le sujet ; ils ont souhaité un délai supplémentaire jusqu'à la prochaine réunion sur les pesticides (18-19 mai 2016) ; l'Italie, la France, les Pays-Bas et la Suède s'opposent à la prolongation de l'autorisation, l'Allemagne s'abstenant. Si en mai, un vote à majorité qualifiée ne peut pas se faire, la commission pourrait convoquer un « comité d'appel » (qui devrait aussi trancher à la majorité qualifiée) et à défaut, c'est la Commission qui pourra directement décider. La Commission a déjà suggéré l'interdiction du Polyoxyéthylène amine (POEA, un adjuvant du glyphosate) dont la toxicité et l'écotoxicité, notamment pour les poissons et les anoures (crapauds, grenouilles, etc.), est maintenant indiscutable. Le 15 mars 2017, l'Agence européenne des produits chimiques décide de maintenir le statut du glyphosate comme substance non cancérigène, indiquant que les données scientifiques disponibles sont insuffisantes pour affirmer le caractère cancérigène de cette substance. Mais l'étude ayant abouti à cette conclusion est controversée,,. Le 12 décembre 2017, la Commission européenne entérine la prolongation du pesticide pour cinq ans. Fin mai 2022, l'Agence européenne des produits chimiques conclut une nouvelle fois que les preuves scientifiques disponibles ne permettent pas de classer le glyphosate comme cancérogène. L’autorisation du glyphosate dans l’UE, a été renouvelée en 2017 pour cinq ans puis étendue d’une année supplémentaire jusqu'à fin 2023.
Par sa décision du 20 septembre 2023, la Commission européenne a proposé de renouveler pour dix ans l'autorisation d'utilisation du glyphosate dans l'Union européenne. Désherbant largement utilisé par l'agriculture mondiale, le glyphosate est fortement soupçonné de provoquer des cancers,. La France a décidé de s’abstenir sur le vote d'un texte qui ne correspondait pas à la trajectoire qu'elle avait décidée. S’il n’y a pas de majorité qualifiée, à la suite des deux votes prévus, pour soutenir la proposition, la Commission européenne pourra décider seule de prolonger l’autorisation. A contrario, il faudrait une majorité qualifiée d’États opposés au texte pour le bloquer (la majorité qualifiée est de 15 États sur 27, représentant au moins 65 % de la population européenne).
Le 16 novembre 2023, la Commission européenne (l'une des deux branches exécutives de l'Union européenne) annonce le renouvellement de l'autorisation du glyphosate au sein de l'Union européenne, allant jusqu'aux dix prochaines années,.
En septembre 2024, des ONG saisissent la justice européenne pour réclamer l’annulation du renouvellement pour dix ans de l’autorisation du glyphosate.

### Allemagne
En 2019, l’Allemagne s'engage à bannir le glyphosate en 2023, même si l’Union européenne prolongeait son autorisation. Le gouvernement fédéral prévoit dès 2020 des premières limitations, avec une interdiction dans les parcs et jardins particuliers, ainsi que de premières restrictions pour les agriculteurs..
En 2023, l'Allemagne est en désaccord avec la proposition de la Commission européenne de reconduire pour dix ans l’autorisation du glyphosate, herbicide controversé au sein de l’Union européenne. Dans le  contrat de coalition » signé en novembre 2021 par les sociaux-démocrates, les Verts et les libéraux allemands, les signataires s'engageaient : « Nous retirerons le glyphosate du marché d’ici à la fin 2023 ».

### France
Pour la France : début 2016 cette substance active est encore autorisée dans la composition de préparations bénéficiant d'une autorisation de mise sur le marché ; et utilisée à raison d'environ 9 100 tonnes/an, selon l'INRA d'après la « Base nationale des ventes des distributeurs », mais l'ANSES a retiré l'autorisation de 132 produits associant le glyphosate à l'adjuvant POE-Tallowamine.

#### Plan de sortie du glyphosate
2017 : Le 25 septembre 2017, le gouvernement d'Édouard Philippe, par l'intermédiaire de Nicolas Hulot, via une annonce de Christophe Castaner, porte-parole du gouvernement, s'engage à ce que le glyphosate soit interdit en France avant 2022[réf. souhaitée]. En octobre 2017, 54 députés de la majorité LREM plaident dans une tribune pour l'interdiction la plus rapide possible du glyphosate. Dans le même temps, le ministre de la Transition écologique Nicolas Hulot propose « un renouvellement limité à trois ans » de l'autorisation du glyphosate pour toute l'Europe. Emmanuel Macron souhaite qu'on lui propose des alternatives avant trois ans ; le 1er décembre 2017, l'Inra, saisi par plusieurs ministres rend un rapport « Usages et alternatives au glyphosate dans l'agriculture française » proposant des alternatives, dont les incidences économiques et organisationnelles ont été évaluées, suggérant des mesures d'accompagnement de l'abandon du glyphosate.

Ces propositions suscitent une polémique avec le principal syndicat agricole, la Fédération nationale des syndicats d'exploitants agricoles (FNSEA). Sa présidente Christiane Lambert demande depuis le début de la polémique sur le glyphosate que la France se conforme à la décision européenne. Elle veut une interdiction en 2022 plutôt qu'en 2020, estimant qu'une interdiction unilatérale réduirait la compétitivité des agriculteurs français face aux autres pays européens. Elle appelle le politique à se conformer au scientifique et à donner du temps pour une clarification du classement toxicologique du glyphosate, les conditions d'utilisation et une solution équivalente du désherbage au glyphosate.
2018 : l'association ATMO Grand-Est dose le glyphosate dans l'air de la région, qui regroupe l'Alsace, la Lorraine et la Champagne-Ardenne. 
Un premier « plan de sortie du glyphosate » visait –25 % en 2020, et –50 % en 2025, et fin des principaux usages du glyphosate avant 2021 ou 2025. Il est confié à une « Task Force » associant deux ministères (Agriculture, Environnement) à l'Inra et aux fabricants (ACTA, APCA), présidée par un préfet coordinateur (Pierre-Étienne Bisch, nommé le 1er décembre 2018). Un plan d'actions plus général, sur les produits phytopharmaceutiques et une agriculture moins dépendante aux pesticides, est publié le 25 avril 2018. 
Le 22 juin 2018, Stéphane Travert et Nicolas Hulot, respectivement ministres de l'Agriculture et de l'écologie, lancent un groupe de travail devant piloter la suppression en trois ans, de l'usage du glyphosate en France.
2019 : le 24 janvier, Emmanuel Macron revient sur sa promesse d'interdiction du glyphosate avant 2021, mais encourage les viticulteurs français à faire de leur vignoble « le premier vignoble sans glyphosate du monde ». L'INRAE publie 3 rapports évaluant économiquement les alternatives au glyphosate, respectivement en viticulture, en arboriculture, et en grandes cultures.

Le 15 janvier 2019, le tribunal administratif de Lyon annule l'autorisation de mise sur le marché du Roundup Pro 360 estimant que l'Agence nationale de sécurité sanitaire de l'alimentation, de l'environnement et du travail (Anses) a « commis une erreur d'appréciation au regard du principe de précaution ». En février, l'Anses annonce une nouvelle étude, « indépendante » visant à « trancher » la controverse sur la dangerosité du glyphosate (incluant son éventuel caractère cancérigène, ce produit étant classé « cancérogène probable » par le CIRC mais toujours pas par l'AESA).

Après l'échec du plan Écophyto 2018, Didier Guillaume, ministre de l'Agriculture, signe le 25 février 2019 un « préambule » d'un « contrat de Solutions » associant la FNSEA, et quarante-deux partenaires s'y engageant à trouver des alternatives aux pesticides, plan jugé peu crédible par la Confédération paysanne (« Cette étude du contrat de solutions, elle est quand même financée par ceux qui vendent les pesticides, c'est comme si on confiait à Pernod Ricard la sortie de l'alcoolémie »).

Le 1er janvier 2019, la vente de glyphosate en France est interdite aux particuliers mais autorisée aux professionnels (agriculteurs, maraîchers…) La demande des particuliers représentant 60 % des ventes mondiales (selon Planetoscope), l'interdiction devrait fortement diminuer la consommation de glyphosate en France.

Le 9 décembre 2019, l'Agence française de sécurité sanitaire (Anses) annonce le retrait, dès fin 2020, de 36 produits à base de glyphosate. Sur les 69 disponibles sur le marché français, ils représentaient (en 2018) « près des trois quarts des tonnages de produits à base de glyphosate vendus en France ».

Le Conseil d'État annule une partie de l'arrêté du 4 mai 2017 relatif à la mise sur le marché et à l'utilisation des produits phytopharmaceutiques et de leurs adjuvants, au motif qu'il ne protégeaient pas assez la santé publique et l'environnement (CE, 26 juin 2019 n° 415426, Association Générations futures). Le juge a notamment sanctionné le défaut de protection des riverains des zones traitées (auquel ont partiellement remédié la loi EGALIM et ses textes d'application).
2020 : Le 24 juillet 2020, dans un contexte de suspicion, l'Anses, à la suite de critiques relayées par le journal Le Monde, choisit de renoncer à son étude du potentiel cancérogène du glyphosate, pour cause de conflit d'intérêts au sein du consortium sélectionné (coordonné par l'Institut Pasteur de Lille, et par le CIRC, pour les études génotoxicologiques complémentaires), et financera donc uniquement l'étude originale proposée par le CIRC (lequel avait proposé une étude sur d'éventuels effets génotoxiques du glyphosate à la suite d'une exposition de longue durée de cultures cellulaires, avant de faire savoir, en octobre 2020, qu'il décidait de retirer son programme d'étude sur la toxicité du glyphosate, pour se recentrer sur de nouvelles priorités de recherche) ; les résultats sont « attendus pour le second semestre 2021 ».

En octobre, l'Anses confirme des restrictions dans les six mois en viticulture, arboriculture et sur céréales « pour aboutir en 2021 à supprimer entre 60 et 80 % des usages du glyphosate » selon Jean-Baptiste Moreau, co-rapporteur d'une mission d'information sur le sujet ; Jean-Luc Fugit (l'autre rapporteur), plus prudent, estime que ces restrictions « devraient nous amener à 50 % d'utilisations de moins de glyphosate en 2021 » (par rapport à 2017).
Depuis 2019, de nombreux maires ont pris des arrêtés d'interdiction du glyphosate, se fondant sur leur pouvoir de police, et la salubrité publique. Ces arrêtés ont généré un important contentieux administratif. Certains tribunaux les ont suspendus, considérant que seules les autorités étatiques pouvaient réglementer les produits phytosanitaires, en vertu de l'exclusivité de leur pouvoir de police spécial. D'autres juges (notamment du tribunal administratif de Cergy-Pontoise et de Montreuil) ont validé les arrêtés anti-glyphosate en considérant qu'eu « égard à la présomption suffisamment établie de dangerosité et de persistance dans le temps des effets néfastes pour la santé publique et l'environnement des produits que l'arrêté attaqué interdit sur le territoire de la commune(…) et en l'absence de mesures réglementaires suffisantes prises par les ministres titulaires de la police spéciale, le maire de cette commune a pu à bon droit considérer que les habitants de celle-ci étaient exposés à un danger grave ».

#### Changement de position
En 2023, alors que la commission européenne propose de renouveler l'autorisation du Glyphosate pour 10 ans, la France ne s'oppose plus à ce renouvellement, elle a changé de position par rapport à 2017 et veut modifier le texte vers 7 ans d'autorisation de plus associé à des restrictions d'usage quand il y a d'autres options. La France, première puissance agricole de l'Union européenne et grande consommatrice de glyphosate, a selon l'exécutif, épandu 27 % de moins en 2022 que sur la période 2015-2017.

### États-Unis
Bayer rachète Monsanto en 2018 pour 63 milliards de dollars.
Le glyphosate n’est pas interdit aux États-Unis. Bayer retire l'herbicide du marché pour s’éviter les poursuites et les éventuels paiements d’indemnités aux victimes présumées du Roundup. Confronté à des milliers de plaintes au sujet des risques supposés de cancer liés à l'utilisation de désherbants de Monsanto, Bayer débourse 10 milliards de dollars pour solder des litiges avec 100 000 plaignants exposés au Roundup.

### Luxembourg
Le 3 avril 2023, le Luxembourg, premier pays de l’UE à bannir le glyphosate en 2020, annonce qu’il réautorise la commercialisation des produits à base de cet herbicide controversé, à la suite d'une décision de justice. La Cour administrative du Luxembourg a jugé que l'interdiction était en contradiction avec le régime juridique de l’UE, qui permettait la distribution des produits contenant du glyphosate.

### Mexique
Au Mexique, dans un décret entré en vigueur le 1er janvier 2021, le glyphosate, classé depuis mars 2015 comme « cancérigène probable » par le Centre national de recherche contre le cancer (CIRC), sera progressivement éradiqué avec une interdiction totale au 31 janvier 2024. Le décret dispose que les organismes gouvernementaux doivent s’abstenir d’acquérir ou d’utiliser le glyphosate et que des alternatives durables doivent être recherchées par l’industrie agroalimentaire.

### Viêt Nam
Le 10 avril 2019, le ministère de l’agriculture et du développement rural vietnamien annonce le retrait du pesticide de la liste de produits autorisés dans le pays. Cette décision a été prise à la suite de la condamnation par un juge californie de Monsanto, dont l’herbicide Roundup avait été un « facteur substantiel » dans le déclenchement du cancer d’Edwin Hardeman.

## Alternatives
La France vise une sortie de l'essentiel des usages du glyphosate en 2021 puis une interdiction totale en 2023, ce qui implique des alternatives (chimiques ou non chimiques).

### Alternatives non chimiques
Pour les zones urbaines ou d'infrastructures (berges, voies ferrées, bords de route), outre le Fauchage raisonné (mécanique et/ou manuel), les alternatives non chimiques sont :
- des produits de biocontrôle (substances naturelles)[282] ;
- des technologies de type désherbage thermique (chaleur, vapeur d'eau, mousse à 80 °C…)[282] ;
- le désherbage électrique[282] ;
- certaines formes d'écopastoralisme (non recommandé en bordure de voies routières ou ferrées (cf. sols souvent pollués et risque de défaillance de la clôture électrifiée)
- des robots faucheurs[282] ;
- des pistes émergentes concernent l'application d'ondes électromagnétiques (micro-ondes par exemple)[282] ;
- une autre option, parfois déjà choisie en ville pour les lignes de tramways est l'ensemencement choisi (par des graines de plantes à racines courtes) et facile à maîtriser[282].

Selon un rapport de l'INRAe, en 2018, les alternatives auraient « un impact économique important » et rendraient la nourriture beaucoup plus coûteuse pour le consommateur à condition toutefois d'exclure de ce coût les externalités négatives : surcoûts sanitaires, érosion de la biodiversité, surcoûts du traitement pour la fourniture d'eau potable,...

### Alternatives chimiques

#### Cas des voies ferrées
En France, SNCF Réseau, chargé du désherbage (par « trains désherbeurs ») de 30 000 km de voies et pistes de lignes de voies ferrées de France pulvérisait dans les années 2010 35 à 38 t/an de glyphosate (0,4 % de la consommation nationale). L'entreprise, après 4 ans de recherche (2016-2020) a annoncé son choix d'alternative au glyphosate : une solution composée à 95 % d'acide pélargonique (un produit naturel de biocontrôle), renforcée par une molécule de synthèse de la famille des sulfonylurées. La transition sera lancée fin 2021 et généralisée en 2022 avec 2 passages par an de train désherbeur au lieu d'un, et avec des pulvérisateurs « intelligents » (plus précis). Les abords (à plus de 3 m de la voie) ou les abords d'habitations resteront fauchés, comme l'impose la loi EGalim du 30 octobre 2018. Selon Jean-Pierre Pujols (responsable de cette transition), l'investissement d'entretien des voies « lié à la sortie du glyphosate et à la loi EGalim » sera d'environ 110 millions/an, et non de 300 à 500 millions d'euros, sans solution chimique, somme à ajouter aux 150 millions de maîtrise de la végétation riveraine, soit un total d'environ 260 millions d'euros/an. En 2020, l'État a attribué 1,5 milliard d'euros à SNCF Réseau pour « sortir du glyphosate » et entretenir les ponts. J.-P. Pujols précise que la recherche d'alternative totalement sans chimie de synthèse se poursuivra. Julien Denormandie, ministre français de l'Agriculture, a aussi annoncé 7 M€ pour accélérer la recherche sur les alternatives agricoles au glyphosate.

## Fictions inspirées par la controverse
- En 2022, le film Goliath de Frédéric Tellier avec Gilles Lellouche, Pierre Niney, Emmanuelle Bercot, sort en salles dans plusieurs pays[285]. Le réalisateur s'inspire de faits réels, en l'occurrence les polémiques sur le glyphosate[286].

- Jeux d'influence (saison 1), série réalisée par Jean-Xavier de Lestrade, 8 épisodes diffusés sur Arte du 13 au 27 juin 2019 ; et Jeux d’influence, les combattantes (saison 2), série de 6 épisodes diffusés sur Arte les 5 et 12 janvier 2023 : la série traite en particulier du pesticide « Limithrol », mais le réalisateur a reconnu que l'inspiration principale concerne le glyphosate de Monsanto[287].

### Audio
- Adélaïde Tenaglia, Jean-Guillaume Santi, Stéphane Foucart, « Glyphosate : un « cancérogène probable » bientôt réautorisé ? » [audio], sur LeMonde.fr, L’Heure du Monde, 22 septembre 2023 (consulté le 22 septembre 2023).

### Vidéo
- Héloïse Bauchet, Félix Pommier, Stéphane Foucart, « Pourquoi le glyphosate revient-il inlassablement dans le débat ? Comprendre en trois minutes » [vidéo], sur LeMonde.fr, 7 octobre 2023 (consulté le 7 octobre 2023).